# Angelica Wallén
Angelica Birgitta Wallén (parroquia de Sköns, Sundsvalls, 11 de abril de 1986) es una ex jugadora de balonmano sueca, medalla de plata en el Europeo de 2010.

## Trayectoria

### Clubes
Angelica Wallén dio sus primeros pasos como jugadora de balonmano en Tibro. En 2005 fichó por el Skövde HF, en el que jugó durante cinco temporadas y llegó a cinco finales del campeonato sueco seguidas.
En 2010 fichó por el Esbjerg, en el que estuvo durante tres temporadas.  Después, dos temporadas también con el Randers HK.
En la 2015/16 se mudó a Francia, en el Toulon Saint-Cyr Var HB. En la 2016/17 volvió a Suecia, esta vez para el Skuru IK y, tras una temporada, regresó a Dinamarca, esta vez al Nykøbing donde estuvo hasta el 2020, en el que se mudó a Odense Håndbold, con el que ganó la Liga y la Copa sueca. Wallén abandona esa misma temporada al que sería su último club, el IK Sävehof, en el que se retiró tras la temporada 2021/22.

#### Trayectoria
- –2005: Tibro HK
- 2005–2010: Skövde HF
- 2010–2013: Team Esbjerg
- 2013–2015: Randers HK
- 2015–2016: Toulon Métropole Var Handball
- 2016–2017: Skuru IK
- 2017–2020: Nykøbing Falster HK
- 2020–2021: Odense Håndbold
- 2021–2022: IK Sävehof

### Con la selección
Debutó con la selección nacional en 2009 y, su primer gran torneo fue en el Campeonato Europeo de 2010, en el que consiguió la plata con la selección nacional femenina sueca . 
No fue llamada a la selección sueca que compitió en el Mundial de 2011, regresando al combinado nacional durante el Campeonato Europeo de 2012 y los Juegos Olímpicos de Londres 2012. 
Volvió a no ser llamada en varios de los campeonatos internacionales pero su desempeño en los partidos de clasificación para el torneo olímpico le valió para volver al combinado nacional en los Juegos Olímpicos de Río 2016.

## Trofeos y títulos

### Selección
- 1 x Medalla de plata en Eurocopa 2010.

### Clubes
- 2 x Campeonato sueco (2008, 2022)
- 1 x Campeonato de Dinamarca (2021)
- 2 x Campeonato de la copa danesa (2019, 2020)[12]